# Aphis pollinaria
Aphis pollinaria är en insektsart. Aphis pollinaria ingår i släktet Aphis och familjen långrörsbladlöss. Inga underarter finns listade i Catalogue of Life.